# 瓜分
瓜分（英語：Partition）是指列強以武力、外交手段等方式分割某一地區的政策。

## 例子
- 瓜分波蘭
- 瓜分中國
- 瓜分非洲
- 瓜分日本
- 瓜分鄂圖曼帝國
- 軸心國亞洲瓜分談判